# The Garden of Rama
The Garden of Rama is het derde deel van een vierdelige serie, ook wel de 'Rama-serie' genoemd, geschreven door Arthur C. Clarke en Gentry Lee in 1991.

## Verhaal
De drie gestrande astronauten beginnen aan een reis van 12 jaar richting Sirius. Hier bevindt zich een gigantisch ruimtestation, waar ze aan diverse tests worden onderworpen. Het station herbergt vele intelligente levensvormen. Men krijgt te horen dat de buitenaardse intelligentie die Rama heeft geconstrueerd, zich ten doel heeft gesteld om zo veel mogelijk gegevens over iedere ruimtevarende levensvorm in het universum te verzamelen. Ze krijgen de opdracht om terug te keren naar de aarde en 2000 vrijwilligers te vinden om een grondig verbouwd Rama te gaan bewonen.
In eerste instantie is dit succesvol, maar na enige tijd grijpt een dictator de macht in de menselijke kolonie en begint een oorlog tegen een van de andere levensvormen in Rama met desastreuze gevolgen. Een andere levensvorm aan boord, waarvan de mensen de aanwezigheid niet eens vermoeden, observeert hun agressieve oorlogshandelingen en treft voorbereidingen om meedogenloos terug te slaan. De interne sensors van Rama registreren dit alles. Als de kolonisten zich vijandig blijven gedragen zendt het ruimtevaartuig een alarmsignaal naar zijn onbekende bouwers met het dringende verzoek om in te grijpen.

## Andere werken van de serie
- Rendezvous with Rama - 1973
- Rama II (boek) (met Gentry Lee) - 1989
- Rama Revealed (met Gentry Lee) - 1993